# درین (کنتیکت)
درین (به انگلیسی: Darien) یک منطقهٔ مسکونی در ایالات متحده آمریکا است که در شهرستان فیرفیلد، کنتیکت واقع شده‌است. درین ۶۰٫۶ کیلومتر مربع مساحت و ۲۰٬۷۳۲ نفر جمعیت دارد و ۱۶ متر بالاتر از سطح دریا واقع شده‌است.